# Al-Chasab
Koordinaten: 26° 11′ N, 56° 15′ O
Al-Chasab (arabisch الخصب, DMG al-Ḫaṣab; aus dem Englischen stammende Alternativschreibweise: Khasab) ist eine Stadt im Gouvernement Musandam in Oman. Sie liegt an der Straße von Hormus, eine nur wenige Seemeilen breite Meerenge, die den Persischen Golf mit dem Golf von Oman und dem Arabischen Meer verbindet. Bei der Volkszählung im Jahr 2020 hatte die Stadt 21.651 Einwohner.

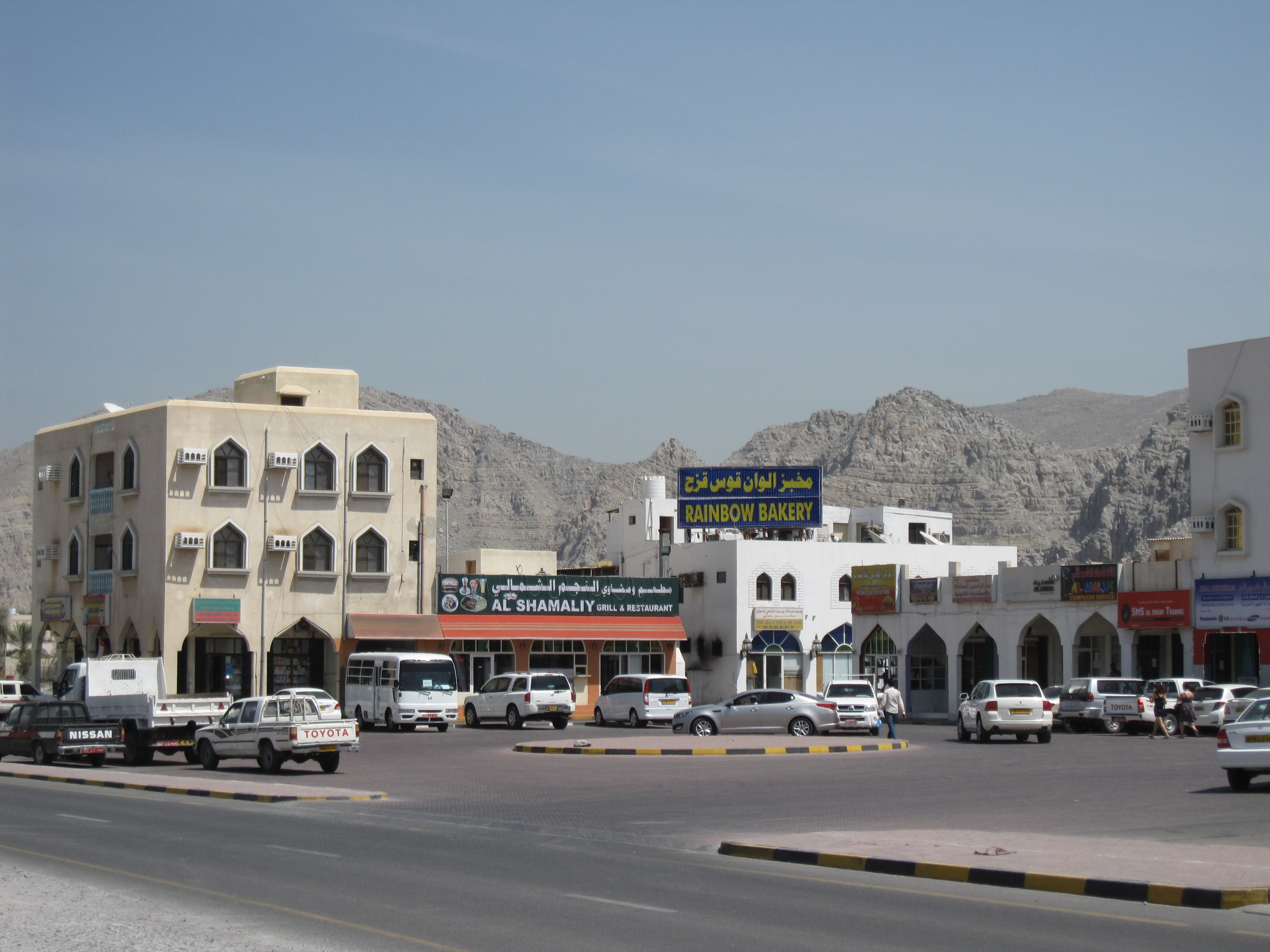
Zentraler Platz der Ortschaft

## Geschichte
Während der Herrschaft von Sultan Taimur ibn Faisal kam es zur Beschießung der Orte al-Chasab und Qadah durch britische Kriegsschiffe am 21. April 1930. Auslöser war die Ablehnung des lokalen Scheichs (Wali), zum Sultan nach Maskat zu kommen. Die umliegenden Berge und die Festung in al-Chasab wurden drei Tage lang beschossen, bis schließlich der Scheich aufgab und nach Maskat gebracht wurde. Er floh von dort und kehrte nach al-Chasab zurück. Nach seiner erneuten Gefangennahme wurde er abgesetzt und durch einen Verwandten des Sultans ersetzt.

## Festung Caçapo

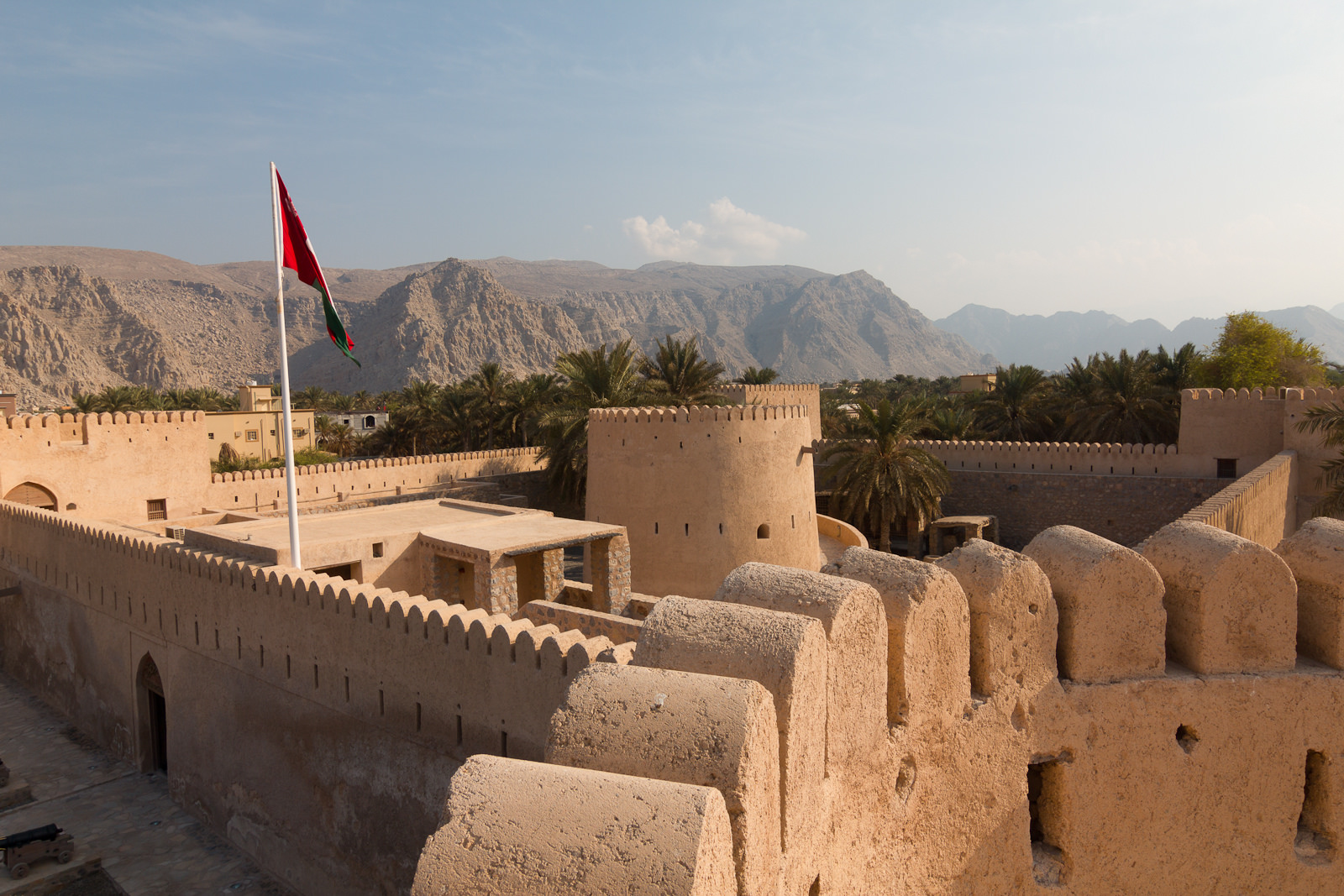
Festung

Die Portugiesen bauten in Caçapo eine Festung. Der runde Turm stammt aus dem Jahr 1623, während die restliche Festung aus späterer Zeit stammt (26° 11′ 53,1″ N, 56° 14′ 57,1″ O). Die Festung wurde 1990 restauriert.

## Flughafen Chasab
Westlich der Stadt befindet sich der Flughafen Chasab.

## Hafen

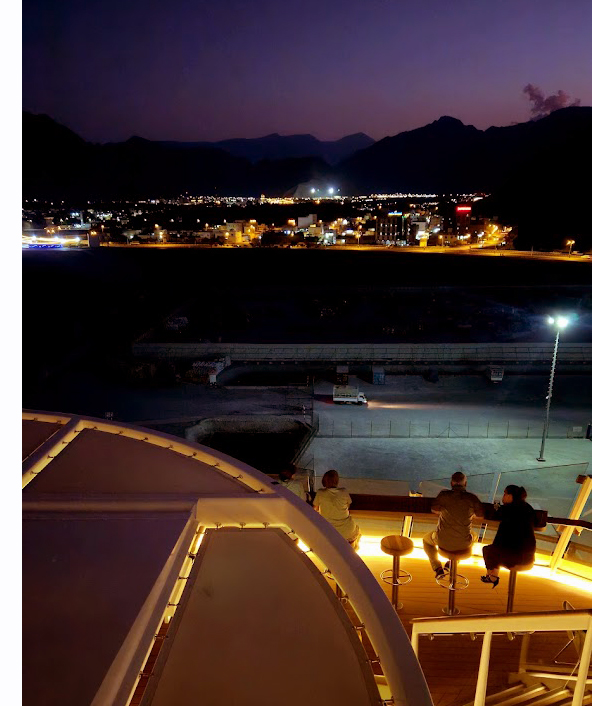
Abenddämmerung im Hafen von Khasab

Etwas außerhalb der Stadt liegt ein kleiner, moderner Hafen, der auch von Kreuzfahrtschiffen angelaufen wird (26° 12′ 35″ N, 56° 14′ 36″ O). Dort soll auch eine Freihandelszone entstehen.

## Seekabel
In al-Chasab landet das Seekabel FALCON an.